# اریش متسه
اریش متسه (انگلیسی: Erich Metze؛ ۷ مه ۱۹۰۹ – ۲۸ مه ۱۹۵۲ (aged 43)) ورزشکار دوچرخه‌سواری پیست اهل آلمان بود.
وی در مسابقات کشوری و بین‌المللی در مجموع برندهٔ ۲ مدال طلا، ۱ مدال نقره، ۱ مدال برنز شده‌است.